# Colline fortifiée de Ialoman
La colline fortifiée de Ialoman (en russe : Яломанское городище, Ialomanskoïe gorodichtché), ou forteresse de Ialoman (en russe : Яломанская крепость, Ialomanskaïa krepost) était un ouvrage fortifié à vocation militaire, présent du VIIIe siècle au IXe siècle sur une colline rocheuse, surplombant la confluence du Grand Ialoman dans la Katoun, même si la présence humaine attestée sur la colline est bien plus vieille. Sa position protégée, mais contrôlant un axe stratégique dans une vallée étroite, fut la raison de sa construction, que différents peuples de l'Altaï utilisèrent. Elle est la seule connue fortifiée du Moyen-Âge dans l'Altaï central, et depuis 2019 elle est un objet patrimonial culturel d'importance fédérale.
L'endroit est désormais connu comme un site archéologique ainsi qu'un point d'observation de la confluence des deux rivières, le rendant apprécié des photographes pour la vue plongeante. Il se situe sur la route de la Tchouïa, axe historique entre la Russie et la Chine aujourd'hui devenu l'axe de transport sa majeur dans la république de l'Altaï où il se situe. Il doit son nom à la rivière Ialoman, dans le raïon d'Ongoudaï. 

## Géographie

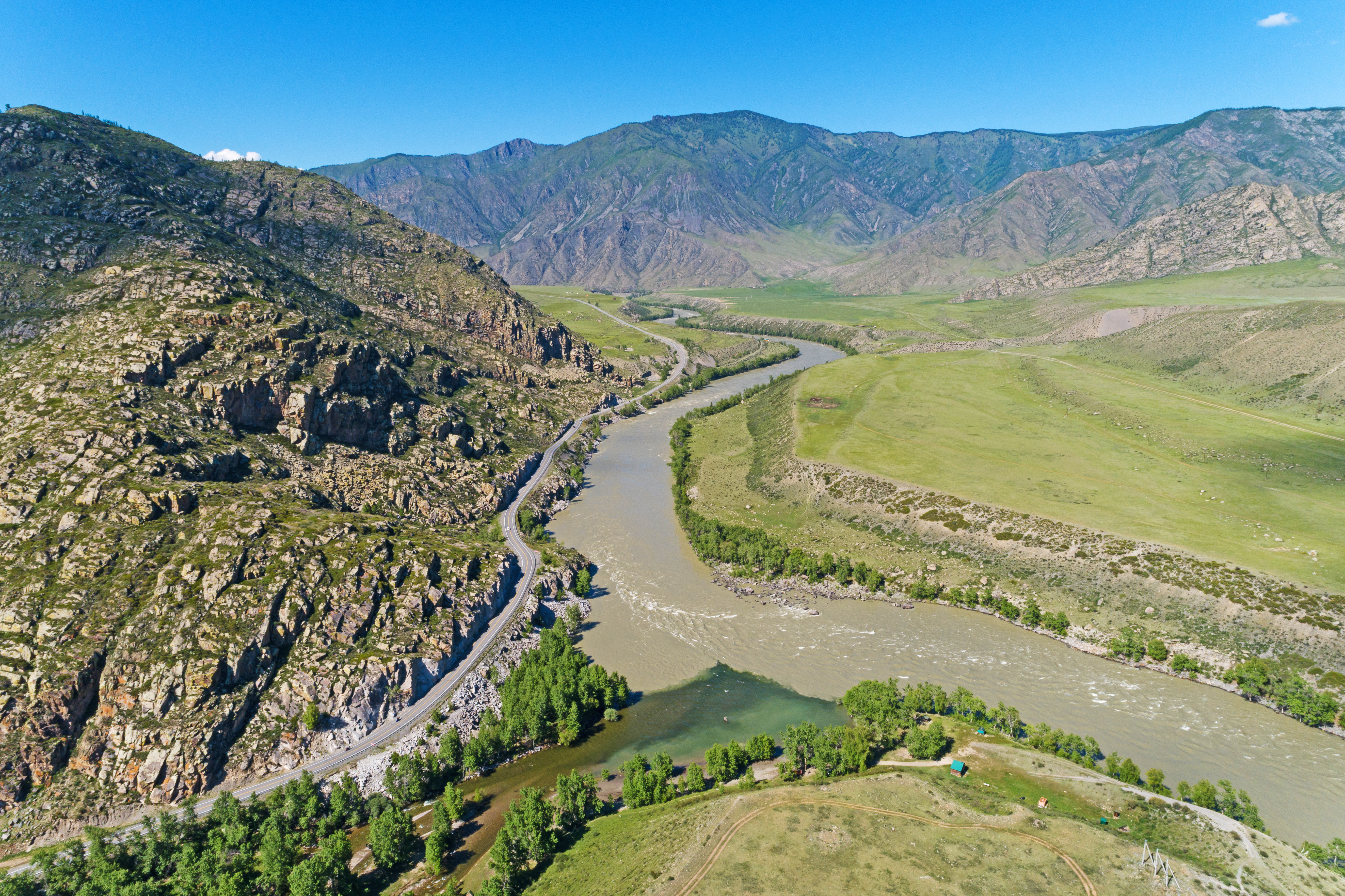
Emplacement en bas au premier plan.

L'emplacement de l'ancienne forteresse se situe sur un éperon plat (éperon barré) s'avançant dans le cours de la Katoun, au niveau de l'embouchure du Grand Ialoman (en) dans la Katoun. La Katoun est la principale rivière de l'Altaï, qui prend source au pied du mont Béloukha, drainant une bonne partie de la république et donnant naissance à Biïsk avec la Biia à l'Ob. Le Grand Ialoman est lui une bien plus petite rivière, longue de seulement 42 kilomètres, qui naît dans les monts de la Terekta voisins. 
L'éperon rocheux s'avance dans la vallée de la Katoun, réduisant la largeur du cours d'eau. De l'autre côté, au sud et en face se trouvent des éperons plus grands et aussi plats dans la partie de la vallée. Cette vallée de la Katoun est elle comprise entre les monts de la Terekta à l'ouest et les monts Saldjar à l'est. Les sommets environnants sont supérieurs d'au moins 500 mètres d'altitude avec l'altitude de la vallée. À une quinzaine de kilomètres en aval sur la Katoun se trouve la confluence de la Tchouïa dans la Katoun, la Tchouïa étant son principal affluent. Cette dernière rivière prend naissance près de la Mongolie, dans l'actuel raïon de Koch-Agatach, dans les environs de la steppe de la Tchouïa.  L'éperon, sorte de plateau surélevé par rapport au niveau de la rivière (des petites falaises se trouvent entre la rivière et le plateau), fait 300 mètres de large sur 400 mètres de long,. 
Le cours d'eau de la Tchouïa, qui empruntent les steppes de la Tchouïa et de Kouraï laissées par les inondations de l'Altaï sur une partie de son trajet, ainsi que le cours de la Katoun, ont formé une voie naturelle à travers l'Altaï, la route de la Tchouïa, axe vital stratégique puisqu'étant le seul axe sans de hauts cols difficiles à franchir. Aujourd'hui, cette voie est une route fédérale de Russie, sous le nom de code R256, qui relie Novossibirsk à Tachanta (frontière mongole), et la forteresse se situe au 693e km.
Par ailleurs, le cours du Grand Ialoman était à l'époque de la forteresse probablement le tracé d'une ancienne route reliant la Sibérie méridionale à l'Asie centrale. En traversant les monts de la Terekta, on arrivait à la steppe d'Ouïmon puis à l'Altaï de minerai (dans l'actuel Kazakhstan-Oriental),,.
Administrativement, l'emplacement fait désormais partie du raïon d'Ongoudaï, raïon du centre de la république de l'Altaï, un sujet de Sibérie méridional de la Russie. La localité la plus proche est celle de Maly Ialoman (en), à moins de trois kilomètres au sud, et le site se situe dans la municipalité d'Inia (dont fait partie Maly Ialoman).

## Histoire

### Chronologie

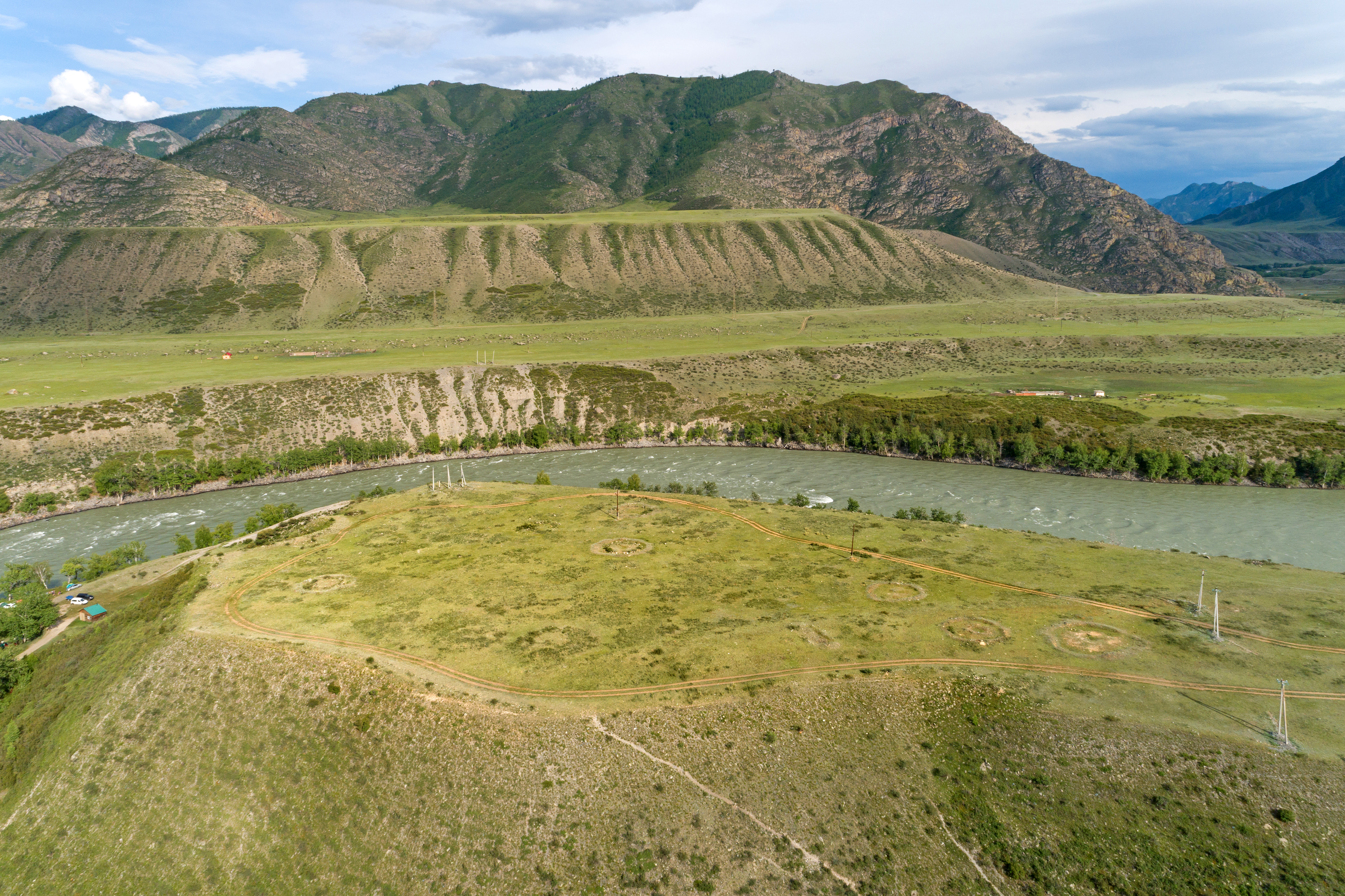
Vue du site

#### Contexte
La forteresse, ou colline fortifiée, de Ialoman appartient à une population avec une tradition de construction et une culture complètement différentes de celles des fortifications de l'Altaï du Nord et de ses contreforts. La possibilité que la forteresse fut construite par une population locale est exclue des possibilités, l'appartenance à une étrangère est préférée. 
Plus généralement, il faut noter que l'endroit autour de la confluence du Bolchoï Ialoman se distingue par la présence de plusieurs sites archéologiques, allant de la culture d'Afanasievo à la fin du Moyen Âge, dans une zone restreinte. Sur les terrasses de la Katoun dans la zone se situent des complexes funéraires ou simples tombes, des restes de maisons, attribués à la culture scythe Pazyryk, à des cultures turques et à d'autres cultures s'étant invitées dans l'Altaï. La période hunno-sarmate n'est pas représentée dans la forteresse. En tout, le peuplement dans cette zone s'étale de la 2de moitié du IVe millénaire av. J.-C. au XIe siècle, tous sites du Bolchoï Ialoman et de son affluent le Ialoman confondus. Les sites dans la zone vont de Ialoman-I, à Ialoman-XVI,.

#### Période de la forteresse
La fondation, dont la date précise ne peut être totalement sûre, de la colline fortifiée daterait du VIIIe siècle,, même si d'autres proposent vers le Ve siècle. L'emplacement, sur cet éperon protégée par la vallée et la confluence des deux rivières, fut un choix stratégique, à la fois pour se protéger et contrôler la zone. 
Selon certains chercheurs, l'Altaï aurait été le lieu de formation et d'émergence du clan Ashina, sous les Ruanruan vers la seconde moitié du Ve siècle. Au milieu du VIe siècle, le clan renversa la confédération, et créa les Göktürk et le Khaganat turc. Mais à la suite de la guerre civile göktürk, le khaganat turc est divisé, en 581, en khaganat turc occidental et khaganat turc oriental, ce dernier comprenait l'Altaï, mais qui ce dernier est détruit par la dynastie Tang. En 682, le Second Khaganat Turc est formé sur les terres du premier.
C'est à ce moment que la colline fortifiée de Ialoman fut fondée, pendant le règne de ce second Khaganat. Ainsi sur l'éperon, protégé grâce à la confluence de deux rivières et aux petites falaises, ils pouvaient mieux voir, avoir de la défense naturelle, et de se préparer à partir en cas de danger imminent. Ce choix de construire à un tel endroit est tout à fais dans la tradition des peuples Turcs. 
La colline fortifiée survécut à la chute du Second Khaganat en 744, la colonie passant sous le contrôle du Khaganat ouïgour, puis en 840 sous le Khaganat kirghize du Ienisseï,. Cependant, il n'est pas claire de l'arrêt du peuplement à l'heure actuelle, bien qu'il soit supposé que ce soit intervenu entre le IXe siècle, et le Xe siècle (parfois VIIIe siècle). Le IXe siècle pourrait être la meilleure limite, d'après des lieux semblables trouvées dans le Touva. Elle est la seule colline fortifiée connue de l'Altaï central du Moyen-Âge ainsi que seul centre urbain médiéval de la région. En tout cas, pas de traces de la Dynastie Liao (les Khitans) ont été trouvés, ni de l'Empire mongol. 

### Caractéristiques de la forteresse
D'après les vestiges, ils érigèrent un rempart artificiel en rondins de bois (hauteur d'environ 2 mètres), avec entre les rondins des pavés, gravats et terre, et parfois des briques voire peut-être des pierres. Ils érigèrent aussi un fossé de six mètres de large et d'1 mètre de profondeur au niveau des parties non protégées par les rivières ou falaises. Le rempart avait peut-être de la pierre partiellement. 
Deux portes, probablement protégées par des tours, menaient à la forteresse, avec une située à côté de la Katoun à l'extrémité nord de l'éperon et l'autre sur le Grand Ialoman à l'ouest. Dans la forteresse se trouvaient des habitations probablement en bois, avec des fondations en pierres, fondations partiellement visibles aujourd'hui. Ces bâtiments résidentiels étaient alignés sur plusieurs rangées. Ils étaient ainsi sur un plan général, et les maisons pouvaient être des cabanes ou des yourtes.

## Fouilles

### Années 1980

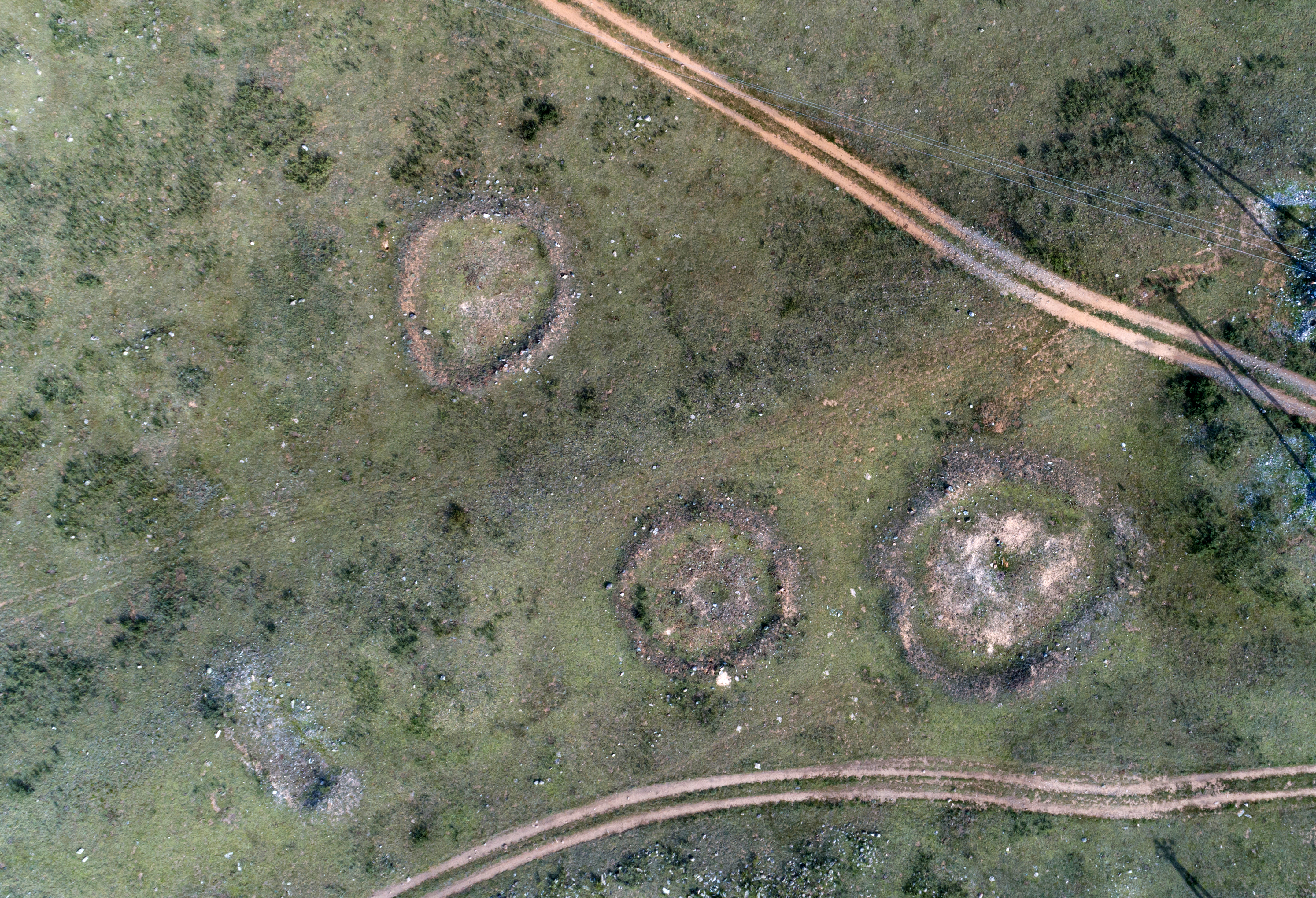
Restes sur la colonie.

La colline fortifiée de Ialoman est connue depuis les années 1980, découverte par S.V. Neverov. À ce moment-là, des archéologues soviétiques ont montré  qu'il était possible, d'après des découvertes en Khakassie, de parler de l'existence de villes et de forteresses parmi les peuples nomades du sud de la Sibérie.
En 1986, une expédition de l'Université d'État de l'Altaï (Barnaoul) sous la direction de S.V. Neverov entreprit les fouilles d'un rempart et en partie d'un fossé ainsi que de plusieurs structures ressemblant à des kourganes (tumulus). Mais les résultats de cette étude n'ont pas été publiés. 
Parallèlement, un projet « Villes antiques de l'Altaï » a été développé par un archéologue de l'Université d'État du Haut-Altaï (ru). D'après leurs conclusions, le bois était le principal matériau utilisé pour les fortifications et les bâtiments. De plus, la forteresse aurait été un bastion de la « domination kirghize dans l'Altaï ».

### Années 2000 et 2010
Depuis le tout début des années 2000, plusieurs campagnes de fouilles ont eu lieu sur le cours inférieur du Grand Ialoman, sous la direction de l'archéologue russe Alexeï Tichkine (ru). Ces campagnes ont permis de mettre au grand jour une sorte de microdistrict archéologique de Ialoman avec divers monuments et vestiges dans la zone. En 2001, une étude totale de la forteresse a été réalisée, avec une photographie complète du lieu, permettant d'identifier où étaient les remparts; où sont les vestiges de murs d'enceinte, les bases des tours, les portes, les fondations des habitations, etc,. Sur la base des travaux publiés en 2002, en 2004 et en 2018, une documentation a été préparée pour inscrire dans le registre d'État unifié des objets patrimoniaux culturels, avec une datation provisoire située au Moyen-Âge.
En 2002, dans un limon laissé par l'effondrement d'un mur de la forteresse, une partie d'un métate, objet utilisé pour moudre des graines, a été retrouvé. La même année, l'expédition de Tichkine a nettoyé une des sections des restes du mur, afin d'éviter qu'il s'effondre encore plus. En parallèle, l'Université d'État de l'Altaï a établi un plan tachéométrique de la colline fortifiée.
En 2004 et 2012-2013, deux expéditions d'un archéologue russe du nom de V.I. Soïenov ont arpenté le site. En 2008, lors d'une expédition d'Alexeï Tichkine, des anciennes cuirasses ont été retrouvées, attestant du caractère militaire de l'ouvrage.

### Années 2020

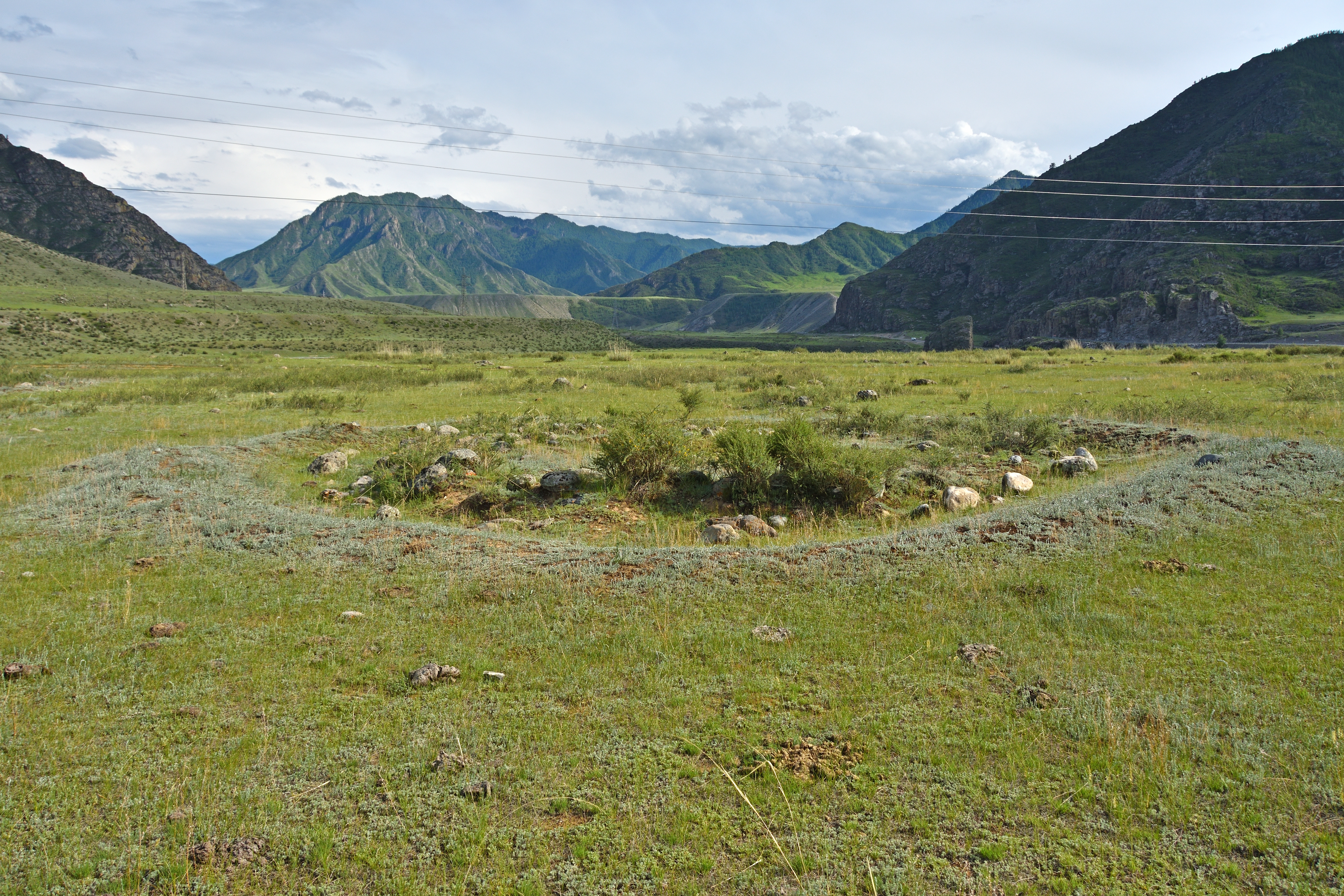
Ruines.

En juillet 2020, une nouvelle cartographie de la forteresse a été menée grâce à l'aide de nouveaux équipements et outils, en particulier avec la création d'un réseau de référence géodésique temporaire et avec la photographie par drone. Un modèle numérique et un plan grâce aux photos aériennes ont été réalisés. L'analyse des données a permis de clarifier les contours de la forteresse et de montrer à quoi cela pouvait ressembler.

### Hypothèses
De nombreux chercheurs associent sa création aux routes commerciales passant par l'Altaï. Selon Igor Kyzlassov, la forteresse de Ialoman était une des stations commerciales sur cette route. Mais d'autres chercheurs, comme Lev Tchevalkov, rejette l'idée des routes commerciales, associant directement la forteresse à la Route de la soie, dont l'une de ses branches passait par l'Altaï. Par ailleurs, il a été suggéré que la forteresse Bitchiktou-Kaïa, elle située à la confluence de la Tchouïa dans la Katoun, ainsi que la forteresse Bouloukhtou-Kooby dans le cours supérieur du Ialoman représentaient un seul complexe de fortification pour défendre les routes,,.

## Tourisme et protection
À l'heure actuelle, comme la découverte des vestiges remonte principalement qu'au début du XXIe siècle, et que les fouilles sont toujours en cours, il n'est pas possible d'admirer ce qui a été découvert. Cependant, le site est ouvert au public, permettant à ce que l'on se balade sur l'éperon. Une plage se trouve en contrebas où il est possible de pêcher et de se baigner. 
Par arrêté de l'inspection l'État pour la protection des objets du patrimoine culturel de la république de l'Altaï du 20 décembre 2018, le site a été classé comme objet patrimonial culturel identifié. 
Le 28 décembre 2019,  sur la base d'une conclusion positive de l'expertise historique et culturelle de l'État, selon l'Inspection pour la protection de l'État du patrimoine culturel de la république de l'Altaï, le site nommé « colline fortifiée de Ialoman » a été inscrit dans le registre d'État unifié des objets patrimoniaux culturels de Russie, avec l'importance fédérale, plus haut niveau de classement. L'expertise a défini le lieu comme ayant une « énorme importance scientifique » pour comprendre l'histoire de la région. 